# Partizan (Tula)
|  | Per a altres significats, vegeu «Partizan». |

Partizan (en rus: Партизан) és un poble (un possiólok) de l'óblast de Tula, a Rússia, segons el cens del 2010 tenia 2.038 habitants.